# هايدن رولستون
هايدن رولستون (بالإنجليزية: Hayden Roulston) مواليد 10 يناير 1981 في نيوزيلندا، هو دراج نيوزلندي في صنف سباق الدراجات على الطريق وعلى المضمار. شارك في دورة الألعاب الأولمبية الصيفية وفاز بميدالية أولمبية كما فاز بميداليات في دورة ألعاب الكومنولث.

## الميداليات
| الميدالية | المسابقة                       |
| --------- | ------------------------------ |
| فضية      | الألعاب الأولمبية الصيفية 2008 |
| برونزية   | الألعاب الأولمبية الصيفية 2008 |
| برونزية   | دورة ألعاب الكومنولث 2002      |
| فضية      | دورة ألعاب الكومنولث 2006      |

## وصلات خارجية
- الموقع الرسمي

## روابط خارجية
- هايدن رولستون على موقع الاتحاد الدولي للدراجات (الإنجليزية)
- هايدن رولستون على موقع أرشيف الدراجات (الإنجليزية)
- هايدن رولستون على موقع إحصائيات الدراجات الإحترافية (الإنجليزية)
- هايدن رولستون على موقع نسبة الدراجات (الإنجليزية)
- هايدن رولستون على موقع CycleBase (الإنجليزية)
- هايدن رولستون على موقع أوليمبيديا (الإنجليزية)
- هايدن رولستون على موقع اللجنة الأولمبية النيوزيلندية (الإنجليزية)
- هايدن رولستون على موقع اتحاد ألعاب الكومنولث (مؤرشف) (الإنجليزية)